# 阿訥默伊登海戰
阿訥默伊登海戰（英語：Battle of Arnemuiden；法語：Bataille d'Arnemuiden，1338年9月23日）是英法百年戰爭剛爆發時的一場海戰，也是歐洲史紀錄上第一次使用火炮的海戰，英軍戰船克里斯多福號搭載3門火砲與一門船首炮。

## 背景
英法百年戰爭爆發前夕，英王愛德華三世為了準備向法蘭西王國發動戰爭，向低地國家拉攏盟友。為了貼補盟軍的經費，愛德華向法蘭德斯地區銷售羊毛來賺取軍費。英格蘭派遣5艘大型克拉克帆船載運大量羊毛前往安特衛普，卻遭到法軍由提督雨果·基耶雷與尼可拉·貝於歇率領的大艦隊攔截。

## 戰鬥
海戰爆發於阿訥默伊登附近，瓦爾赫倫島的港口（今天屬於荷蘭，在當時是佛蘭德伯國的領土，在更早是屬於法蘭西王國）。
雖然英格蘭船隻的數量壓倒性少於法軍，且還有許多船員仍留在岸上，英軍仍奮勇對抗，尤其是克里斯多福號船長暨船隊指揮約翰·金士頓。他們使盡渾身解數奮戰後，經過一天，金士頓的部隊才投降。

## 結果
法軍收繳所有的貨物並將俘獲的五艘貨船納入艦隊中，然而他們把所有的英軍俘虜屠殺殆盡。史書上記載：「因此法國水手在冬天征服並掠奪了英軍，尤其是被稱為克里斯多福號的帥氣大帆船，搭載英格蘭要運往法蘭德斯的大量的貨物與羊毛，這些貨物與船隻是英王付出大量投資準備的，但是船員敗給了這些諾曼人，並且遭到屠殺。」
兩年後，英軍為這次的屠殺做出報復。1340年的斯魯伊斯海戰，法軍聯合艦隊慘敗，戰後基耶雷被斬首，而貝於歇則被絞死。